# Capparis sicula
Capparis sicula är en art tillhörande släktet Capparis inom kaprisväxterna och beskrevs av Henri-Louis Duhamel du Monceau 1800 i första volymen av andra upplagan av hans Traité des arbres et arbustes. Arten ansågs tidigare vanligen som underart till eller varietet av Capparis spinosa eller Capparis ovata, men ges numera artstatus efter mera ingående morfologiska och molekylärfylogenetiska studier.
Artnamnet sicula är en latinisering av det grekiska namnet på Sicilien, Σικελια (sikelia), och betyder "siciliansk". 
C. sicula skiljer sig från Capparis spinosa genom att stiplerna vanligen är mycket kraftiga stipeltornar (svaga eller tillbakabildade hos spinosa) och att bladens behåring är tätare (mycket gles hos spinosa).
C. sicula förekommer kring Medelhavet och österut till Indien och Mongoliet. Arten odlas även och blomknopparna skördas som kapris.
Arten delas in i fem underarter:
- C. sicula ssp. sicula (Albanien, Algeriet, Cypern, Grekland, Italien, Marocko, Spanien, Syrien, Turkiet - stenig mark, märgel, lerjordar, nära mänsklig bebyggelse, 0-600 m.ö.h.)
- C. sicula ssp. herbacea (Afghanistan, Azerbajdzjan, Georgien, Iran, Kazakstan, Mongoliet, Turkiet, Turkmenistan, Ukraina, Uzbekistan - på kalkhaltig jord, steniga marker, klippor, sluttningar och övergivna byggnader - 0-2000 m.ö.h.)
- C. sicula ssp. leucophylla (Afghanistan, Iran, Irak, Israel, Pakistan, Saudiarabien, Jemen - oaser i halvöknar, flodplan, ibland i lätt salthaltig jord, 0-1000 m.ö.h.)
- C. sicula ssp. mesopotamica (Iran, Irak, Israel, Syrien - på sandsten, ofta nära trädgårdar och lundar, 0-2300 m.ö.h.)
- C. sicula ssp. sindiana (Afghanistan, Indien, Pakistan - på murar och ängar, 1000-3000 m.ö.h.)